# Kelarik Barat
Kelarik Barat is een bestuurslaag in het regentschap Natuna van de provincie Riau-archipel, Indonesië. Kelarik Barat telt 366 inwoners (volkstelling 2010).